# Kevin Nichols
Kevin John Nichols (* 4. Juli 1955 in Grafton) ist ein ehemaliger australischer Radrennfahrer.
Von 1974 an war Kevin Nichols mit dem australischen Bahn-Vierer erfolgreich: 1974 errang das Team die Silbermedaille bei den British Commonwealth Games in Christchurch und bei den Commonwealth Games vier Jahre später in Edmonton die Goldmedaille. Bei den Commonwealth Games 1982 in Brisbane gelang Nichols ein doppelter Triumph: Mit dem Vierer holte er eine zweite Goldmedaille in der Mannschaftsverfolgung, er allein Gold über zehn Meilen.
Bei den Olympischen Spielen 1984 in Los Angeles errang Nichols mit dem australischen Team (Michael Grenda, Michael Turtur und Dean Woods) die Goldmedaille in der Mannschaftsverfolgung. Nichols, der schon vor den Spielen zum Rücktritt vom Radsport entschlossen gewesen war, ließ sich von einem Verbandsvertreter zum Start in Los Angeles überreden, um als erfahrener Mann den neu formierten Vierer anzuführen. Da er mit 29 Jahren der älteste im Team war, wurde er von seinen jüngeren Mannschaftskollegen „Grandpa“ genannt.
Kevin Nichols ist Träger des Order of Australia. Seine Tochter ist die Radrennfahrerin Kate Nichols.